# Kostel svatého Jana Nepomuckého (Šemanovice)
Římskokatolický farní kostel svatého Jana Nepomuckého v Šemanovicích, které jsou částí obce Kokořín v okrese Mělník, je sakrální stavba z roku 1803. Od roku 1966 je kostel chráněn jako kulturní památka.

## Architektura

Pohled na přední stranu budovy kostela v Šemanovicích ve Středočeském kraji

Jedná se o jednolodní, obdélný kostel. Má obdélný, trojboce ukončený presbytář. Po severní straně se nachází sakristie. Průčelí je členěno svazky pilastrů a ukončeno je nízkým atikovým štítem, který prechází v hranolovou věž. Ta je členěna pilastry a kryta cibulovou bání. Boční fasády půlí pásová římsa a člení je dvojice pilastrů a lizén, a také obdélná okna s vlnitým záklenkem.
Presbytář, loď, podvěží i sakristie jsou sklenuty plackovými klenbami.

## Zařízení
Zařízení pochází z období výstavby kostela. Hlavní oltář je iluzívní, malovaný. Je na něm novější obraz sv. Jana Nepomuckého. Na oltářní menze je predella a tabernákl se soškami sv. Barbory, sv. Kateřiny, sv. Anny a sv. Josefa. Kazatelna je pozdně barokní z počátku 19. století. Jsou na ní obrazy evangelistů a Krista. Lavice jsou rokokové. Křtitelnice pochází z počátku 19. století.